# La dama y la muerte
La dama y la Muerte (en anglès The Lady and the Reaper) és un curtmetratge de animació en 3D estereoscòpic, el primer realitzat amb aquesta tècnica en Espanya, produït per l'empresa granadina Kandor Moon i l'empresa malaguenya Green Moon España; i dirigit per Javier Recio. Va ser nominat per als Oscar com a Millor Curt d'Animació, convertint-se així en la primera producció animada espanyola a aconseguir-ho, encara que finalment l'estatueta va ser per a Logorama de Nicolas Schmerkin.
Kandor Moon és el resultat de l'acord signat el 2008 entre l'empresa Kandor Graphics, de Granada (Espanya), especialitzada en animació, i la malaguenya Green Moon Espanya, propietat d'Antonio Banderas, per a produir cinc pel·lícules i col·laborar en altres projectes.
La Dama y la Muerte és, a més, el guanyador del Premi Goya al millor curt d'animació de 2009. L'empresa Kandor Moon, ja va obtenir un Premi Goya a la millor pel·lícula d'animació de 2008, per la seva llargmetratge "El lince perdido".

## Sinopsi
La Dama y la Muerte tracta del dret a la mort digna. Una anciana, que viu sola en una zona rural i el marit de la qual ha mort, està esperant que arribi la mort per a reunir-se novament amb ell. Quan arriba, per fi, i està a punt d'entrar en el més enllà per a retrobar-se amb el seu estimat, es veu arrencada de les mans de la mort per un metge petulant. S'estableix una feroç lluita entre metge i Mort, a la qual l'anciana assisteix atònita, que se salda amb la victòria de la medicina. La mort es retira, però l'anciana no està disposada a postergar més la reunió amb el seu marit.

## Informació complementària
"La Dama y la Muerte" es va estrenar el 31 d'octubre de 2009, a Granada. L'equip de treball va estar compost per 36 persones. En la banda sonora, a part de la música especialment composta per Sergio García de la Puente, s'inclouen dues versions del tema "We'll meet again": al començament de la cinta en la versió de la cantant Vera Lynn, gravada el 1942 per a una pel·lícula sobre la Segona Guerra Mundial, i en finalitzar el curt, en la versió pop del grup californià The Turtles (1967).

## Premis i nominacions
| Any  | Premi                                   | Resultat  |
| ---- | --------------------------------------- | --------- |
| 2009 | Oscar al millor curtmetratge d'animació | Nominat   |
| 2009 | Goya al millor curtmetratge d'animació  | Guanyador |